# The Electric Flag
The Electric Flag byla americká blues rocková skupina, založená v roce 1967. Členy skupiny byli kytarista Mike Bloomfield, klávesista Barry Goldberg a bubeník Buddy Miles, později známý jako člen sestavy Band of Gypsys Jimi Hendrixe. Skupina se rozpadla v roce 1969.